# Erechthias capnographa
Erechthias capnographa är en fjärilsart som beskrevs av Edward Meyrick 1931. Erechthias capnographa ingår i släktet Erechthias och familjen äkta malar.
Artens utbredningsområde är Vanuatu. Inga underarter finns listade i Catalogue of Life.